# Szent György-kápolna (Veszprém)
A Szent György-kápolna maradványai Veszprémben, a várnegyedben találhatóak.

## Története
Maradványai 1957-ben kerültek elő a Szent Mihály-székesegyház északi oldala mellett. A kápolnát középkori oklevelek többször említik, a XVIII. században, a székesegyház bővítése kapcsán bonthatták el. Az építés valószínűsíthetően a XIII. század első harmadában történt, közel egy idős lehet a Gizella-kápolnával.
A küszöbkövön az "IN LIMIE NO SEDETO" (helyesen: in limine non sedeto) felirat olvasható, azaz "A KÜSZÖBRE NE ÜLJETEK".
Egy 1358-ból származó oklevélen olvasható, hogy itt őrizték Szent György fej-ereklyéjét. Egy másik, 1417-es oklevél szerint a kápolnában püspököt is választottak - a kápolna káptalanteremként is szolgált.
Vetési Albert püspök a kápolnát felújíttatta, 1473-ban vörös márvány gótikus oltárt állíttatott fel benne. Vetésit a kápolnában temették el, sírját, töredékes sírkövét a feltáró régész, H. Gyürky Katalin megtalálta, a sírban Ujhelyi János kanonok, segesdi főesperes és Vetési csontvázaival.
A kápolna maradványai alatt egy korábbi körtemplom alapfalai kerültek elő. Ez is Szent Györgynek lehetett szentelve, a Szent Imre-legenda említi. Építése a X. századra valószínűsíthető.
A kápolna maradványai fölé emelt védőépületet Erdei Ferenc tervezte.